# Provinsen Schleswig-Holstein
Schleswig-Holstein (tyska: Provinz Schleswig-Holstein) var en preussisk provins som existerade från 1868 till 1946. Huvudstad var Schleswig. 1946 upplöstes provinsen och större delen uppgick i förbundslandet Schleswig-Holstein. Den norra delen av provinsen tillhör sedan 1920 Danmark och ingår idag i den danska regionen Syddanmark.

## Historia
Provinsen bildades av de av Danmark i Wienfreden 1864 till Preussen och Österrike avträdda hertigdömena Slesvig, Holstein och Lauenburg, av vilka de båda förstnämnda genom freden i Prag 1866 och det senare genom fördraget i Gastein 1865 av Österrike överläts till Preussen.
Efter första världskriget återfick Danmark norra Schleswig (Nordslesvig) genom en folkomröstning i området. Sedan dess har det funnits en dansk respektive en tysk minoritet på ömse sidor av gränsen.
Efter andra världskriget kom ett stort antal tyska flyktingar från de tyska områdena i öst till Schleswig-Holstein. En dansk rörelse fick kraftig framgång och önskade att hela Schleswig åter kom till Danmark. Den danska regeringen avvisade dock kraven, och efter några år stabiliserades läget. År 1955 erkändes de två minoritetsgruppers rättigheter genom Köpenhamn-Bonn-deklarationerna, och nationella spänningar i gränsområdet är numera sällsynta.

## Geografi
Provinsen begränsades i norr av Jylland, i öster av Östersjön, furstendömet Lübeck, hansestaden Lübeck och storhertigödmet
Mecklenburg-Schwerin, i söder av Mecklenburg-Schwerin, Hamburg och provinsen Hannover samt i väster av
Nordsjön.
Den bestod av det mot norr avsmalnande fastlandet och en mängd öar: Årø, Als och Fehmarn i Östersjön, Röm, Sylt, Amrum, Föhr, Halligerna, Pellworm, Nordstrand m.fl. i Nordsjön, samt var med avseende på sin fysiska beskaffenhet till största delen en fortsättning av det nordtyska låglandet.
Mellersta delen av landet sammanhängde med Lüneburgheden och är en sandslätt, huvudsakligen bevuxen med ljung och skog. Den östra delen däremot var småkullig, vacker och särdeles bördig samt har en brant, av flera vikar (Apenrade-, Flensburg-, Schlei-, Eckernförde- och Kiel-vikarna inskuren kuststräcka av 530 km. längd. Mellan vikarna ligger halvöar, såsom Sundewitt mellan Apenrade- och Flensburgvikarna, Angeln mellan den senare och Schlei, Schwansen mellan Schlei och Eckernfördeviken, Dänischer Wohld mellan denna och Kielviken samt Wagrien därifrån till Lübeckbukten.
I väster utbreder sig ett marskland, bildat av havets och flodernas uppslamning och med en (Elbe inräknad) 434 km. lång, låg, av dammar till stor del skyddad kust.
På öarna i Nordsjön, särskilt Sylt, förekommer vidsträckta, av flygsand upptornade dyner. Provinsens högsta punkter, som tillhörde den i ö. framlöpande nordtyska landåsen, äro: Bungsberg (164 m.) och Pilsberg (128,5 m.) i Holstein samt Hüttenbergen (106 m.) i Schleswig.
Huvudfloderna i provinsen var: gränsfloderna Eider och Elbe, varav den senare på en sträcka av 104 km berör provinsen och från densamma upptar Bille, Alster, Pinnau, Krückau och Stör, samt Schwentine och Trave.
Bland sjöar må nämnas Plön- och Selentsjöarna i Holstein (Wagrien) samt Wittensjön i Schleswig. Viktiga kanaler är Nord–Östersjö-kanalen, som i sin nordostligaste del följer den övergivna Eiderkanalen, Elbe–Trave-kanalen och Kudensee-kanalen.
Till Schleswig-Holstein hörde även den lilla av England till Tyskland överlåtna ön Helgoland.

## Näringsliv
Huvudnäringarna var jordbruk, boskapsskötsel, fiske och skeppsfart samt industri. 1903 var av landets areal 58 procent åker och trädgårdar, 11 procent äng, 16,8 procent betesmarker, 6,5 procent skog och 7,7 procent improduktiv mark. Den fruktbaraste delen av Schleswig-Holstein var den östra, där åkerjorden upptog 80–90 procent av arealen. Mellersta delen hade mest ängs- och hedmark, den västra mest ängar, medan åkern där upptar blott 11–50 procent vete, råg, korn och havre var de viktigaste sädesslagen. I övrigt förekom potatisodling i stor skala, fruktodling etc.
Av nötkreatur hade Schleswig-Holstein näst Schlesien och Hannover största antalet i Preussen (1 140 000 1913), av svin mest näst Hannover (1,8 miljoner 1913). Även häst- och fåraveln var betydlig. Schleswig-Holsteins mejerihantering har tjänat som mönster för det övriga Tyskland. Ett lönande fiske drevs dels vid kusterna (bl. a. krabbor och ostron), dels ute på Nordsjön. För detta storsjöfiske växte Glückstadt fram som centrum. Mineraltillgångarna inskränkte sig till gips och salt, varjämte vidsträckta ler- och torvlager fanns.
Industrin hade, förutom betydande skeppsbyggen vid Elbe och i Kielbukten, jämförelsevis liten omfattning och bestod huvudsakligen av järn-, tobaks-, läder-, pappers-, lervaru- och bomullsmanufakturer. Handeln befordrades kraftigt av ett järnvägsnät på 1 568 km längd (1912) samt en mängd kanaler och hamnar, av vilka senare Altona, Flensburg och Kiel kan omnämnas. Provinsens handelsflotta räknade 1912 259 ångfartyg om 104 714 ton, 584 segelfartyg om 20 819 ton.

## Befolkning och administrativa förhållanden

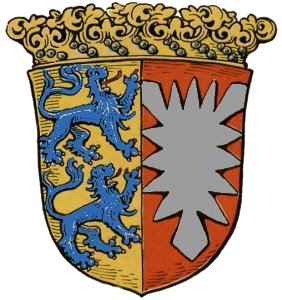

Befolkningens antal uppgick 1910 till 1 621 004 (85 inv./km), varav omkring 140 000 var dansktalande (i Nordslesvig) och 20 000 med frisisktalande. Större delen av befolkningen var (95,6 procent) av evangelisk-luthersk trosbekännelse.
I administrativt hänseende bildade landet endast 1 Regierungsbezirk, Schleswig, med 25 kreise (10 i Schleswig och 15 i Holstein). Provinsens representation (landtag) räknar 68 ledamöter och dess utskott (Provinzausschuss) ordförande och 9 medlemmar. Till tyska riksdagen sände provinsen 10 ledamöter. I Preussens andra kammare hade den 19 representanter och i herrehuset 11. Högsta myndighet för den evangelisk-lutherska kyrkan är konsistoriet i Kiel. Katolikerna (5,3 procent) lyda under kyrkoprovinsen Osnabrück. Under Oberlandesgericht i Kiel sorterade 3 Landgerichte, 68 Amtsgerichte och 3
handelskamrar. Provinsregeringens säte är Schleswig, med undantag likväl för Sachsen-Lauenburg, vars förvaltning var förlagd till Ratzeburg.
I militärt hänseende tillhörde Schleswig-Holstein 9:e armékåren, med generalkommando i Altona. I Kiel fanns en flottstation för Östersjön.
Provinsens vapen var en kluven sköld, i högra fältet, guld, två inåt vända blå lejon (Schleswig), i vänstra fältet, rött, en liten sköld i silver och rött, omgiven av spikar och nässelblad i silver (Holstein).